# Duque de Zhou
El Duque de Zhou (en chino, 周公; pinyin, Zhōu Gōng) fue un miembro de la dinastía Zhou que tuvo un importante rol en consolidar el reino creado por el Rey Wu, quien era su hermano mayor. Es muy reconocido en la historia de China por haberse desempeñado como un regente capaz y leal de su sobrino pequeño el rey Cheng y haber controlado con éxito varias revueltas, aplacando a la nobleza Shang con el otorgamiento de títulos y puestos públicos. Además es un héroe cultural chino al que se le da crédito por haber escrito el I Ching y el Libro de la Poesía, creando los Ritos de Zhou, y creando el yayue de la música clásica china.

## Vida
Su nombre era Dan (旦). Era el cuarto hijo del rey Wen de Zhou y la reina Tai Si. Bo Yikao su hermano mayor, falleció antes que su padre (supuestamente víctima de canibalismo); su segundo hermano mayor venció a la dinastía Shang en la batalla de Muye hacia el 1046 a. C., siendo coronado Rey Wu. El rey Wu distribuyó numerosos feudos entre sus parientes y seguidores y Dan recibió el territorio ancestral de Zhou cerca de lo que hoy es Luoyang.
Al cabo de solo dos años de haber asumido al poder, el rey Wu falleció y dejó su reino a su hijo menor el rey Cheng.: 52  El Duque de Zhou tuvo éxito en ser designado regente y en administrar el reino por sí mismo,: 54  lo que desencadenó revueltas de seguidores de la dinastía Shang y hasta algunos de sus parientes, en especial su hermano mayor Guan Shu. En el lapso de cinco años, el Duque de Zhou logró vencer varias rebeliones incluida la de los Tres Guardias y sus ejércitos penetraron hacia el Este, con lo que aumentó el territorio controlado por Zhou.

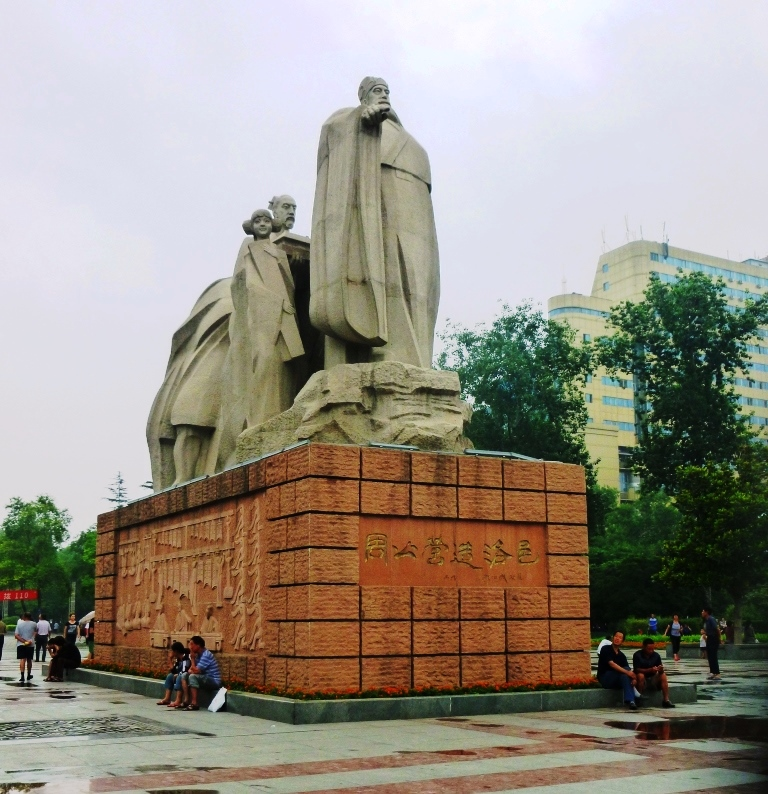
Estatua del Duque de Zhou que fundó hacia el 1038 AdC una ciudad en la ubicación donde hoy se encuentra la ciudad de Luoyang

Al Duque de Zhou se le da crédito por haber elaborado la doctrina del Mandato del Cielo, que se contraponía a la propaganda Shang que proclamaba que como descendientes del dios Shangdi ellos debían recuperar el poder. Según esta doctrina, la injusticia y decadencia Shang había ofendido de tal manera al Cielo que el Cielo les había quitado su autoridad y había encomendado a Zhou que reemplazara a los Shang y restaurara el orden.
Desde un punto práctico, el Duque de Zhou expandió y codificó el sistema feudal desarrollado por su hermano, otorgando títulos a miembros leales del clan Shang y creando una nueva ciudad "sagrada" en Chengzhou hacia el 1038 a. C.. Chengzhou diseñada siguiendo en forma precisa principios geománticos, era la sede del rey Cheng, la nobleza Shang, y los nueve calderos trípode símbolos del poder imperial, mientras que el Duque continuó administrando el reino desde la anterior capital de Haojing.

## Legado
Los ocho hijos del duque recibieron tierras del rey. Su hijo mayor recibió el estado de Lu; el segundo heredó el feudo de su padre.
En siglos posteriores, varios emperadores consideraron al Duque de Zhou un parangón de virtud y lo honraron otorgándole nombres póstumos. La emperatriz Wu Zetian denominó a su breve período en el siglo VIII Segunda dinastía Zhou en su honor y lo llamó el Honorable y Virtuoso rey (褒德王, Bāodé Wáng). En el 1008, el Emperador Zhenzong le dio al Duque el título póstumo de Rey de Cultura Ejemplar (s 文宪王, t 文憲王, Wénxiàn Wáng). También se lo denominó el Primer Sabio (s 元圣, t 元聖, Yuán Shèng).